# Извънредно решение
„Извънредно решение“ (на английски: Executive Decision) е американски екшън филм от 1996 г. на режисьора Стюарт Беърд в режисьорския си дебют. Във филма участват Кърт Ръсел, Стивън Сегал, Хали Бери, Джон Легуизамо, Оливър Плат, Джо Мортън, Дейвид Сушей и Би Ди Уонг. Премиерата на филма се състои в Съединените щати на 15 март 1996 г. и печели 122 млн. щ.д. с бюджет от 55 млн. щ.д.